# سامانه صیاد ۴۰
صیاد ۴۰ یک سامانه شنود پدافند هوایی است که توسط ارتش جمهوری اسلامی ایران ساخته شده‌است. از این سامانه در جریان رزمایش مدافعان آسمان ولایت ۴ در آبانماه ۱۳۹۱ رونمایی شد.

## طراحی
به گفته امیر سرتیپ فرزاد اسماعیلی فرمانده قرارگاه پدافند هوایی ارتش ایران، سامانه «صیاد ۴۰» توسط فرماندهی اطلاعات و شناسایی قرارگاه پدافند هوایی طراحی شده‌است.

## خصوصیات
به گفته سرتیپ فرزاد اسماعیلی، این سامانه شنود به دلیل اینکه انتشاری از خود ندارد قابل کشف نیست و به دلیل ضریب امنیتی بالایی که دارد این سامانه به صورت متحرک طراحی شده‌است تا پدافند بتواند از این سامانه در نقاط مختلف استفاده کند.
وی در توضیح این سامانه می‌افزاید، سامانه شنود صیاد ۴۰ علاوه بر تکمیل اطلاعات به دست آمده، قابلیت انجام تاکتیک‌های جدیدی چون رهگیری هواپیماهای با سرنشین به کمک شبکه‌ای از همین سامانه‌ها را دارد به گونه‌ای که هواپیمای متجاوز نمی‌تواند تشخیص دهد که از کدام نقطه رهگیری شده‌است و آنچه به دشمن هدیه می‌دهد، در واقع غافلگیری است.